# Zofia Tokarczyk
Zofia Tokarczyk (ur. 17 kwietnia 1963 w Nowym Sączu) – polska panczenistka, medalistka mistrzostw Europy i świata, dwukrotnie olimpijka, prekursorka łyżwiarstwa short track w Polsce.

## Życiorys
Uczęszczała do Szkoły Podstawowej Nr 3 w Zakopanem. Absolwentka Szkoły Mistrzostwa Sportowego w Zakopanem w 1983 (klasa IVb, wychowawczyni Ewa Kośmińska).
Startowała w zimowych olimpiadach w Sarajewie w 1984 i w Calgary w 1988. Podczas Zimowej Uniwersjady 1985 w Belluno we Włoszech była polską prekursorką łyżwiarstwa short track. Jako jedyna Polka wystartowała we wprowadzanej wtedy konkurencji. W klasyfikacji końcowej zajęła 17. miejsce na 27 zawodniczek. Rywalka Erwiny Ryś-Ferens. Brązowa medalistka mistrzostw świata (na 500 m) w Calgary (1990). Wicemistrzyni Europy (na 500 m) w Groningen (1985). Dziewięciokrotna mistrzyni Polski i dziewięciokrotna wicemistrzyni Polski. Mistrzyni Sportu, odznaczona m.in. srebrnym Medalem za Wybitne Osiągnięcia Sportowe.

## Życie prywatne
Jej trener, a później również mąż, Stanisław Kłotkowski zmarł 23 maja 2010 r..